# Glay (groupe)
Pour les articles homonymes, voir Glay.
GLAY (グレイ) est un groupe de rock japonais originaire de Hakodate sur l'ile de Hokkaidō au Japon. 

## Présentation
Le guitariste/leader Takuro (en) et le chanteur Teru (en) forment le groupe en 1988 durant leurs années lycéennes.
Les compositions du groupe sont très variées : progressive rock, pop,  punk, R&B, folk, ska et reggae. 
GLAY a marqué l'histoire du rock japonais lors du Glay expo'99 - Survival au Makuhari Messe, en regroupant 200 000 personnes.

## Membres
Les membres actuels du groupe sont :
- Teru : chanteur
- Takuro : guitariste et leader
- Jiro : bassiste
- Hisashi : guitariste

### Membres de session
- Seiichiro Nagai : clavier de 2007 à aujourd'hui
- Toshi : batterie depuis 1995

## Discographie

### Albums
| Album # | Informations                                                    | Track list |
| ------- | --------------------------------------------------------------- | --- |
| 1er     | Hai to Daïyamondo (灰とダイヤモンド) - Nombre de ventes: 51,370 | 01. Manatsu no Tobira (Glay Version) 02. Kanojo no "Modern..." 03. Kissin' Noise 04. Hidoku Arifureta Howaito Noise wo Kure 05. Rain (Glay Version) 06. Lady Close 07. Two Bell Silence 08. Sen no Naifu ga Mune wo Sasu 09. Burst 10. If: Hai to Daiyamondo |
| 2e      | Speed Pop - Nombre de ventes: 320,150                           | 01. Speed Pop (Introduction) 02. Happy Swing 03. Kanojo no "Modern..." 04. Zutto Futari de... 05. Love Slave 06. Regret 07. Innocence 08. Freeze My Love 09. Manatsu no Tobira 10. Life: Tooi Sora no Shita de 11. Junk Art 12. Rain |
| 3e      | Beat Out! - Nombre de ventes: 821,890                           | 01. More Than Love 02. Yes, Summerdays 03. Genshoku no Sora 04. Trouble on Monday 05. Together 06. Tsuki ni Inoru 07. Ikiteku Tsuyosa 08. Shûmatsu no Baby Talk 09. Guroriasu 10. Kiseki no Hate 11. Miki Piano |
| 4e      | Beloved - Nombre de ventes: 1,522,540                           | 01. Groovy Tour 02. Lovers Change Fighters, Cool 03. Beloved 04. Shutter Speed No Têma 05. Fairy Story 06. Kanariya 07. Hit the World Chart! 08. A Boy: Zutto Wasurenai 09. Haru wo Aisuru Hito 10. Kâten Kôru 11. Miyako Wasure 12. Rhapsody |
| 5e      | Pure Soul - Nombre de ventes: 2,427,010                         | 01. You May Dream 02. Biribiri Kurasshumen 03. May Fair 04. Soul Love 05. Deatte Shimatta Futari 06. Pure Soul 07. Yûwaku 08. Come On!! 09. Friedchicken & Beer 10. 3 Nen Go 11. I'm in Love |
| 6e      | Heavy Gauge - Sales: 2,366,000                                  | 01. Heavy Gauge 02. Fatsounds 03. Survival 04. Koko dewa nai, Dokoka e 05. Happiness 06. Summer FM 07. Level Devil 08. Be with You 09. Winter, Again 10. Will Be King 11. Ikigai 12. Savile Row ～Saviru Rô 3 Banchi～ |
| 7e      | One Love - Nombre de ventes: 661,460                            | 01. ALL STANDARD IS YOU 02. WET DREAM 03. Shitto (KURID/PHANTOM mix) 04. HIGHWAY No.5 05. Fighting Spirit 06. Hitohira no Jiyû (Johnny the peace mix) 07. THINK ABOUT MY DAUGHTER 08. VIVA VIVA VIVA 09. Prize 10. MERMAID 11. mister popcorn 12. Denki Iruka Kimyô na Shikô 13. STAY TUNED 14. Kimi ga Mitsumeta Umi 15. Muyûbyô 16. Christmas Ring 17. GLOBAL COMMUNICATION 18. ONE LOVE ～ALL STANDARD IS YOU reprise～ |
| 8e      | Unity Roots and Family, Away - Nombre de ventes: 436,179        | 01. WE ALL FEEL HIS STRENGTH OF TENDER 02. Mata Kokode Aimashô 03. Girlish MOON 04. Way of Difference 05. Kôkai 06. Yuruginai Monotachi 07. Natsu no Kanata e (Johny the Unity mix) 08. neverland 09. Karera no HOLY X'MAS 10. Father & Son 11. Sotsugyô Made, Ato Sukoshi 12. Friend of Mine 13. ALL STANDARD IS YOU～END ROLL～                                                                                          |
| 9e      | The Frustrated - Nombre de ventes: 241,485                      | 01. HIGHCOMMUNICATIONS 02. THE FRUSTRATED 03. ALL I WANT 04. BEAUTIFUL DREAMER 05. BLAST 06. Ano Natsu Kara Ichiban Tooi Basho 07. Mugen no deja vu Kara 08. Toki no Shizuku 09. Billionaire Champagne Miles Away 10. coyote, colored darkness 11. BUGS IN MY HEAD 12. Runaway Runaway 13. STREET LIFE 14. Minamigochi |
| 10e     | Love Is Beautiful - Nombre de ventes: 193,526                   | 01. ROCK'N'ROLL SWINDLE (Album version) 02. Hen na Yume ～THOUSAND DREAMS～ 03. 100 Mankai no KISS 04. Natsuoto 05. AMERICAN INNOVATION 06. ANSWER (Album version) 07. Bokutachi no Shôhai 08. Saragi no Hi 09. WORLD'S END 10. SCREAM (Album version) 11. Koi 12. I Will～ 13. LAYLA (Album version) 14. MIRROR |
| 11e     | GLAY - Nombre de ventes: 125,081                                | 01. Shikina 02. Kegarenaki SEASON 03. WASTED TIME 04. Haruka... 05. Apologize 06. Tsuki no Yoru ni 07. Kaze ni Hitori 08. Precious 09. Satellite of love 10. Chelsea |